# Чаншайска операция (1944)
Чаншайската операция, наричана също Чаншайско-Хънянска операция, от 27 май до 8 август 1944 година е военна операция в района на градовете Чанша и Хънян в Китай по време на Втората китайско-японска война.
Тя е част от Операция „Ичи Го“, имаща за цел да свърже контролираните от Япония области в централен Китай с тези в Индокитай, същевременно унищожавайки военновъздушните бази в региона, използвани за бомбардировки на Японските острови. На 27 май японците настъпват от север към Чанша и до 21 юни превземат града, превърнал се през предходните години в символ на китайските отбранителни способности. След това те продължават на юг към Хънян, където срещат силна съпротива, допринесла за правителствената криза в Япония през юли. Все пак в началото на август японците превземат града с цената на тежки загуби.